# Comuna de Solec Kujawski
Solec Kujawski (polaco: Gmina Solec Kujawski) é uma gminy (comuna) na Polónia, na voivodia de Cujávia-Pomerânia e no condado de Bydgoski.
De acordo com os censos de 2004, a comuna tem 16 055 habitantes, com uma densidade 91,7 hab/km².

## Área
Estende-se por uma área de 175,35 km², incluindo:
- área agrícola: 16%
- área florestal: 74%

## Comunas vizinhas
- Bydgoszcz
- Nowa Wieś Wielka
- Rojewo
- Wielka Nieszawka
- Zławieś Wielka